# Serialización

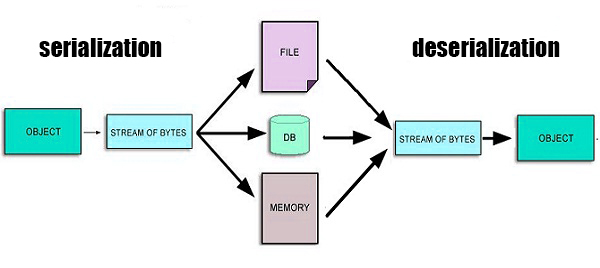
Serialización

En ciencias de la computación, la serialización (o serialization en inglés) consiste en un proceso de codificación de un objeto como una serie de bytes. La serialización de un objeto es una representación con toda la información necesaria para crear una nueva instancia del objeto que es idéntica en todo al original, incluido su estado interno (por tanto, el nuevo objeto es un clon del original). La serialización es un mecanismo ampliamente usado para transportar objetos a través de una red (por ejemplo es parte del proceso de marshalling), para hacer persistente un objeto en un archivo o base de datos, para distribuir objetos idénticos a varias aplicaciones o localizaciones, o para representarlo en un formato humanamente más legible como XML o JSON.

## Usos
La serialización comúnmente se utiliza para:
- persistir objetos en un formato más conveniente que escribir sus propiedades a un archivo de texto en disco;
- realizar llamadas a procedimiento remoto, por ejemplo, SOAP;
- distribuir objetos, especialmente en los componentes software, tales como COM, CORBA, etc.;
- detectar cambios en variables en el tiempo;
- incluir objetos directamente en tablas de bases de datos relacionales;[2]
- almacenar objetos en bases de datos NoSQL, como MongoDB.

## Soporte en los lenguajes de programación
Varios lenguajes de programación orientados a objetos soportan la serialización de forma directa. Algunos de ellos son Objective-C, ObjectScript, Java, Object Pascal, C#, Visual Basic .NET, ColdFusion, OCaml, Perl, Python, PHP y Ruby